# Collarmele
Collarmele är en ort och kommun i provinsen L'Aquila i regionen Abruzzo i Italien. Kommunen hade 856 invånare (2018).
Collarmele är en kommun i provinsen L’Aquila, i regionen Abruzzo i Italien. Staden har 1.005 invånare  (2007) och gränsar till kommunerna Aielli, Celano, Cerchio, Pescina samt San Benedetto dei Marsi.
Collarmele är marsernas gamla stad Cerfennia och slutpunkt för den äldre Via Valeria.